# Brettanomyces
Brettanomyces (sinónimo Dekkera) es un género de hongos unicelulares (levaduras) importantes en la fabricación de cerveza y del vino ya que es resistente al etanol (alcohol) así que puede crecer tras el comienzo de la fermentación. Habitualmente su nombre se abrevia a brett.

## Aparición
En el vino, es comúnmente considerado como un defecto en el mismo aunque en bajos niveles añade mucho carácter a los vinos tintos. Algunos vinos, como el Chateau Musar contienen altos niveles, dándoles un carácter muy distintivo.
En la mayoría de los estilos de cerveza, Brettanomyces es considerado un contaminante y las características que este organismo introduce son indeseadas. 
Los Brettanomyces pueden encontrarse en otras cervezas belgas, particularmente lambics y gueuzes, que adquieren su propio carácter gracias precisamente a esta y otras levaduras salvajes. 
El brett, en su estado natural, da a estas cervezas un gusto ácido y amargo. Las ales rojas Flanders — como Duchesse de Bourgogne de la cervecería Verhaeghe — son también muy conocidas por su contenido en brettanomyces.
También está presente en las cervezas de estilo "marrón amargo", como por ejemplo las cervezas premiadas hechas por Russian River Brewing en Santa Rosa (California).
Otros ejemplos del estilo "marrón amargo" incluyen Rodenbach Grand Cru, Liefmans Goudenband, y Liefmans Oud Bruin.